# روبرت فايمار
روبرت فايمار (بالإنجليزية: Robert Weimar)‏ (ولد في 13 مايو 1932 في كولونيا – وتوفي في 28 فبراير 2013 ) كان أستاذًا ألمانيًا في القانون وعلم النفس.

## روابط خارجية
- أدب روبرت فايمار وعنه في كتالوج المكتبة الوطنية الألمانية
- موقع البروفيسور. فايمار
- موقع البروفيسور. فايمار  في جامعة Siegen